# Мішикот (Вісконсин)
Мішикот (англ. Mishicot) — селище (англ. village) в США, в окрузі Манітовок штату Вісконсин. Населення — 1432 особи (2020).

## Географія
Мішикот розташований за координатами 44°13′43″ пн. ш. 87°38′23″ зх. д. / 44.22861° пн. ш. 87.63972° зх. д. (44.228533, -87.639805).  За даними Бюро перепису населення США в 2010 році селище мало площу 6,66 км², з яких 6,53 км² — суходіл та 0,12 км² — водойми.

## Демографія
Згідно з переписом 2010 року, у селищі мешкали 1442 особи в 623 домогосподарствах у складі 419 родин. Густота населення становила 217 осіб/км².  Було 663 помешкання (100/км²).
Расовий склад населення:
| - 97,5 % — білих - 0,8 % — корінних американців - 0,1 % — вихідців з тихоокеанських островів - 0,1 % — чорних або афроамериканців - 0,1 % — азіатів |

До двох чи більше рас належало 0,8 %. Частка іспаномовних становила 0,9 % від усіх жителів.
За віковим діапазоном населення розподілялося таким чином: 21,5 % — особи молодші 18 років, 57,8 % — особи у віці 18—64 років, 20,7 % — особи у віці 65 років та старші. Медіана віку мешканця становила 44,3 року. На 100 осіб жіночої статі у селищі припадало 97,5 чоловіків;  на 100 жінок у віці від 18 років та старших — 100,4 чоловіків також старших 18 років.
Середній дохід на одне домашнє господарство  становив 63 593 долари США (медіана — 55 556), а середній дохід на одну сім'ю — 73 397 доларів (медіана — 61 215). Медіана доходів становила 56 897 доларів для чоловіків та 33 000 доларів для жінок. За межею бідності перебувало 7,7 % осіб, у тому числі 15,8 % дітей у віці до 18 років та 7,0 % осіб у віці 65 років та старших.
Цивільне працевлаштоване населення становило 719 осіб. Основні галузі зайнятості: виробництво — 27,5 %, освіта, охорона здоров'я та соціальна допомога — 20,4 %, будівництво — 9,6 %, мистецтво, розваги та відпочинок — 7,6 %.